# Prinsessen & frøen
|  | Denne artikel er oprettet af botten PalnaBot ud fra en ekstern database. Den kan derfor have sproglige fejl eller mangler. Denne skabelon kan fjernes efter kontrol af indholdet. |

Prinsessen & frøen er en animationsfilm instrueret af Petter Madegård efter manuskript af Petter Madegård, Martin "Marokko" Mortensen.

## Handling
Petter Madegård er drevet af sin kærlighed til det absurde og humoristiske - både som visuel artist og som film- og teaterinstruktør. Inspireret af Commedia dell'arte-traditionen opfandt han live animationsteater, eller Cinema dell'Arte. Cinema dell'Arte producerer en animeret film, hvor karaktererne på lærredet har en direkte kontakt med publikum. Cinema dell'Arte åbner også op for andre former for interaktivitet ved at bruge computerspilsmediet i samspil med film og teater. "Prinsessen & Frøen" bliver den første Cinema dell'Arte-forestilling for børn i alderen 5-11 år. Den vil både udforske Cinema dell'Arte-mediet og søge at gøre det rum som forestillingen udspiller sig i til en del af værket.